# Priit Volmer
Priit Volmer (Tartus, 6 de setembre, 1978), és un cantant d'òpera (baix) estonià.

## Infància
Priit Volmer va començar la seva escolarització a l'escola primària de Pärnu-Jaagup. A més, va estudiar flauta dolça i més tard clarinet a l'escola de música infantil local (professora Madis Schmidt). Quan Priit tenia 12 anys, es va traslladar a Tartu amb la seva mare i va començar a estudiar al gimnàs Hugo Treffner, on es va graduar el 1996. A Tartu, va continuar els seus estudis a l'Escola de Música Infantil Tartu II, especialitzant-se en clarinet i més tard saxòfon (professora Andres Paasik), on es va graduar el 1994.
A causa de la feina del seu pare, Priit Volmer va passar molt de temps al teatre de petit i ja sabia llavors que volia estar a l'escenari, tot i que el teatre, segons ell, només significava teatre parlat.

## Estudis de cant
Priit Volmer va arribar a estudiar cant per casualitat. Tot i que la majoria dels seus companys de classe del gimnàs Hugo Treffner van decidir anar a la Universitat de Tartu, Priit va anar a l'Escola de Música Heino Eller a petició de la seva mare per saber quan eren les audicions de saxòfon. A l'escola va resultar que ja era massa tard per estudiar saxòfon, però encara podia intentar cantar. Tot i que Volmer no havia estudiat mai cant abans, va superar les audicions amb èxit i va ser acceptat a la classe de cant de Henn Pai. Es va graduar a l'Escola de Música Eller l'any 2000.
A l'Acadèmia de Música i Teatre d'Estònia (2000-2004), va estudiar cant sota la tutela del tenor lituà Virgilijus Noreika, el professor Matti Pelo, pedagog de cant de l'Acadèmia Sibelius, i el professor Jaakko Ryhänen, cantant d'òpera finlandès. Volmer encara col·labora amb aquest últim en certa mesura.
Priit Volmer ha participat en classes magistrals amb Maria Acda (2004), Rudolf Piernay (2005–2006) i David Jones (2009, Kungälv).

## Treball teatral
Priit Volmer ja va participar en teatre escolar durant els seus dies a l'Escola Eller sota la direcció de la professora Mari Karm. Durant la seva estada a l'Escola Eller (1996-2000), va poder participar en la producció de "Only a Dream" d'Ugala a Viljandi i cantar al Cor de l'Òpera de Vanemuine. Del 2000 al 2004, va cantar al Cor d'Òpera d'Estònia de l'Òpera Nacional d'Estònia i del 2004 al 2013, va treballar com a solista a Estònia. El seu primer paper d'òpera real va ser a Estònia, Mitjuhha a "Borís Godunov". Des de la temporada 2013/2014 fins a la temporada 2015/2016, Volmer va ser membre de la llista de solistes del Teatre de l'Òpera de Bonn, però també va interpretar ocasionalment papers al Teatre d'Estònia. Des de la tardor del 2016, ha tornat a treballar a Estònia.
Òpera de Bonn al setembre de 2015
El 2008, Priit Volmer va començar a actuar al Teatre Varius, que presenta produccions d'història cultural estoniana.
Priit Volmer a la Fira de Teatre d'Estònia al setembre de 2016

## Repertori
- Per conèixer el seu gran repertori aneu al seu arxiu de la Viquipèdia letona

## Filmografia
- 2007 "Georg", Allfilm – cantant d'òpera
- 2008 "Lacrimosa", drama de la televisió nacional finlandesa – cantant solista[2]
- 2011 "Nöbinina", obra infantil d'ETV – bibliotecari Pierre]]
- 2017 "Siberi võmm", sèrie de televisió Kanal 2 – Hermes Taluste

## Premis
- 2002 – Primer premi a la millor interpretació de les cançons de Mart Saar al Concurs de Cant de l'Acadèmia de Música d'Estònia
- 2005 – Premi de Teatre del Comtat de Harju pel paper de Leporello a "Don Giovanni" de Mozart[3]
- 2008 – Premi Marje i Kuldar Sink al Jove Cantant[4] i Premi Nacional de Col·lega de l'Òpera d'Estònia[5]
- 2009 – Beca Tiit Kuusik
- 2013 – Premi del Públic SEB[6]
- 2017 – Premi del Públic SEB[7] i Premi Nacional de Col·lega de l'Òpera d'Estònia[8]
- 2021 – Premi de Música de la Unió de Teatres d'Estònia (paper principal a l'òpera "Don Pasquale" de Gaetano Donizetti (Estònia)[9]
- 2024 – Premi Georg Ots (pel domini vocal combinat amb interpretacions de rol significatives i brillants en tots els gèneres del teatre musical: Eichmann ("Wallenberg" de Tüür), el coronel Pickering ("My Fair Lady" de Loewe), el rei Marke ("Tristan und Isolde" de Wagner) Isolda"), Don Alfonso ("Così fan tutte" de Mozart), Mefisto ("Faust" de Gounod), Cervantes i Don Quixot ("Man of La Mancha" de Leigh), Daland ("Der fliegende Holländer" de Wagner), el pare Laurent ("Roméo et Juliette" de Gounod), paper principal ("Don Pasquale" de Donizetti), Ferrando ("Il trovatore" de Verdi), Sarastro ("La flauta màgica" de Mozart), Heinrich der Vogler ("Lohengrin" de Wagner), Arkel ("Pelléas et Mélisande" de Debussy, tots de l'Òpera Nacional d'Estònia), Manfred MIM ("Història d'Estònia. Un poble nascut de la por" de Manfred MIM, Òpera Nacional d'Estònia i Kanuti Gildi SAAL), paper principal ("Sweeney Todd" de Sondheim), Jürka ("El vell pagà de l'infern" de Varrese, ambdues al Teatre Vanemuine) i Rocco (de Beethoven "Fidelio", Teatre de Bonn). També per la seva extensa activitat en escenaris de concerts, tant com a músic de cambra com a solista en formes de gran escala.)

## Personal
El pare de Priit Volmer era el cantant i actor Peeter Volmer, que va treballar com a cantant de cor al Teatre Vanemuine de 1962 a 1977 i com a director d'escena al Teatre Endla de Pärnu des de 1980, juntament amb el qual va interpretar petits papers en produccions. La mare de Peeter Volmer i àvia de Priidu era la prima donna de l'òpera de Vanemuine, Terese Adele Mugasto, i el seu avi era el metge Leonid Volmer. La mare de Priit Volmer, Aime Volmer, ha treballat en medicina i treball social.
Priit Volmer està casat. La seva dona, Kristi Volmer, toca l'oboè i la trompa anglès a l'Orquestra Nacional de l'Òpera d'Estònia. La família té dues filles.

## Discografia
- DVD Barbara von Tisenhusen | Rahvusooper Estonia 2005 [11]
- DVD Wallenberg | Estonian National Opeara & ERP 2008
- CD+DVD Estonia ooperihääled | ERP 2009
- CD Ilus maa | Kalevipoeg & Soovikontsert 2009
- CD Maria Magdalena | ERP 2012
- CD Tähelaev- Variuse lood ja laulud | Teater Varius 2014 [12]
- CD Koguperemuusikal "Arabella" | Birgitta Festival 2013–2015
- DVD IN THE MYSTICAL LAND OF KAYDARA | ERP 2017
- CD Estoonlased! Estoonlased! Teater Varius 30 | Teater Varius 2017 [13]